# Saint-Pierre-d'Autils
Pour les articles homonymes, voir Saint-Pierre.
Saint-Pierre-d'Autils est une ancienne commune française située dans le département de l'Eure en région Normandie.
Ses habitants sont les Pétrusiens.
Depuis le 1er janvier 2017, elle est une commune déléguée au sein de la commune nouvelle de La Chapelle-Longueville.

## Géographie

### Localisation
Saint-Pierre-d'Autils est situé à environ 6 kilomètres, au nord-ouest de Vernon.
Avec Pressagny-l'Orgueilleux, l'île Chouquet est partagée avec Saint-Pierre-d'Autils. Il en est de même de l'île de La Madeleine. Puis enfin entre Pressagny-l'Orgueilleux et Notre-Dame-de-l'Isle au sujet de l’île Émient.

### Hydrographie
Le ruisseau de Saint-Ouen marque la délimitation, au Goulet, de Saint-Pierre-la-Garenne et de Saint-Pierre-d'Autils. Il se jette dans la Seine dont la commune est riveraine.

### Voies de communication et transports

#### Voies routières
La commune est desservie par la D 6015 sur l'axe Vernon - Gaillon qui parcourt le hameau de Mestreville jusqu'au Goulet.

#### Transport ferroviaire
La commune est traversée par la ligne ferroviaire de Paris à Rouen.
Le bâtiment voyageurs de l'ancienne gare du Goulet est implanté sur le territoire voisin de Saint-Pierre-la-Garenne.

## Toponymie
Le nom de la localité est mentionné sous les formes Hastilez en 1012 (Gallia christiana) ; Altilz à la fin du XIe siècle (cartulaire de la Sainte-Trinité de Rouen) ; Altiz en 1079 (charte de Guillaume le Conquérant) ; Altis in Longavilla vers 1150 (charte de Henri II) et  sous les formes latinisée de Sanctus Petrus de Autix dans la première moitié du XIIIe siècle, en 1221 (cartulaire du chap. d’Évreux) ; Sanctus Petrus de Autiz en 1239 (charte de la Trinité-du-Mont) ; Sanctus Petrus de Autiz en 1231 ; puis sous les formes de Autis en 1294 ; de Auticio en 1320 (L. P.) ; Saint Pierre d’Autis de Longueville de lès Vernon en 1291 (cartulaire de Philippe d’Alençon).
Saint-Pierre est un hagiotoponyme qui fait référence à son église.
Autils est peut-être une forme ancienne alternative du terme autel, au pluriel. La forme normanno-picarde, également au pluriel, est représentée dans l'Eure par Les Authieux et Les Authieux-sous-Barquet.

## Histoire

### Abri du Mammouth
L'Abri du Mammouth (cadastre parcelle no 194), occupé depuis le néolithique, figure parmi les abris-sous-roche de Mestreville, par ailleurs classés sites naturels depuis 1928. Son inventeur est Alphonse-Georges Poulain.
Saint-Pierre-d'Autils, qui faisait partie du domaine de Longueville au Xe siècle, fut incendié en 1153 par Louis le Gros.
Le prieuré de ce bourg, fondé en 1012, se trouvait près de l'église, dont la haute tour est du XIIe siècle. Sur l'emplacement de ce prieuré, dont il ne restait que peu de vestiges, avait été installée la première maison d'école (1870). Il dépendait de l'abbaye de Bourgueil, puis de celle de Jumièges.
Le domaine paroissial pétrusien avait été donné en douaire à Lectrade de Vermandois (l'épouse de Guillaume Ier de Normandie). Il passa à sa fille Emma de Blois, comtesse de Poitou, qui en fit don à l'abbaye de Bourgueil à l'origine de laquelle elle se trouve être. Ce monastère y établit un prieuré nommé Saint-Pierre-de-Longueville, mais, trop éloigné de l'abbaye mère, il fut échangé contre le prieuré de Tourtenay, appartenant à l'abbaye de Jumièges (sous l'abbatiat d'Achard).
À la suite de la suppression de ce prieuré, ses biens furent réunis en 1667 à ceux de l'abbaye de Jumièges. Les bâtiments et la chapelle furent vendus en 1779 au duc de Penthièvre, seigneur de Vernon. Quelques pierres subsistent, encore visibles dans les bases des murs de l'école.
À hauteur du hameau du Goulet, Philippe Auguste fit édifier un fort qu'il nomma Boute-Arrière, en opposition à celui érigé par Richard Cœur de Lion, dans l'île La Tour (à hauteur de Tosny, non loin des Andelys), dont le nom était Boutavant. Le roi de France et le roi d'Angleterre se rencontrèrent au Goulet en mai 1200. Celui de Boute-Arrière a été démoli en 1571 et ses pierres servirent à la construction de la chartreuse de Gaillon.

## Politique et administration

### Liste des maires
| Période                                  | Période    | Identité              | Étiquette | Qualité         |
| ---------------------------------------- | ---------- | --------------------- | --------- | --------------- |
| Les données manquantes sont à compléter. |            |                       |           |                 |
| 1789                                     |            | Pierre Ducosté        |           | Syndic communal |
|                                          |            |                       |           |                 |
| Les données manquantes sont à compléter. |            |                       |           |                 |
| 19..                                     | 1971       |                       |           |                 |
| 1971                                     | mars 2001  | Louis Bellois         |           |                 |
| mars 2001                                | 31/12/2016 | Jean-Michel Maureille | SE        |                 |

## Population et société

### Démographie
L'évolution du nombre d'habitants est connue à travers les recensements de la population effectués dans la commune depuis 1793. À partir du 1er janvier 2009, les populations légales des communes sont publiées annuellement dans le cadre d'un recensement qui repose désormais sur une collecte d'information annuelle, concernant successivement tous les territoires communaux au cours d'une période de cinq ans. 
Pour les communes de moins de 10 000 habitants, une enquête de recensement portant sur toute la population est réalisée tous les cinq ans, les populations légales des années intermédiaires étant quant à elles estimées par interpolation ou extrapolation. Pour la commune, le premier recensement exhaustif entrant dans le cadre du nouveau dispositif a été réalisé en 2004,.
En 2014, la commune comptait 1 013 habitants, en évolution de +2,43 % par rapport à 2009 (Eure : +2,66 %, France hors Mayotte : +2,49 %).
| 1793 | 1800 | 1806 | 1821 | 1831 | 1836 | 1841 | 1846 | 1851 |
| ---- | ---- | ---- | ---- | ---- | ---- | ---- | ---- | ---- |
| 844  | 892  | 631  | 886  | 852  | 881  | 853  | 838  | 801  |

| 1856 | 1861 | 1866 | 1872 | 1876 | 1881 | 1886 | 1891 | 1896 |
| ---- | ---- | ---- | ---- | ---- | ---- | ---- | ---- | ---- |
| 748  | 746  | 737  | 704  | 703  | 660  | 602  | 589  | 563  |

| 1901 | 1906 | 1911 | 1921 | 1926 | 1931 | 1936 | 1946 | 1954 |
| ---- | ---- | ---- | ---- | ---- | ---- | ---- | ---- | ---- |
| 545  | 529  | 528  | 530  | 562  | 612  | 610  | 783  | 806  |

| 1962 | 1968 | 1975 | 1982 | 1990 | 1999  | 2004  | 2009 | 2014  |
| ---- | ---- | ---- | ---- | ---- | ----- | ----- | ---- | ----- |
| 775  | 793  | 905  | 899  | 939  | 1 036 | 1 024 | 989  | 1 013 |

## Culture locale et patrimoine

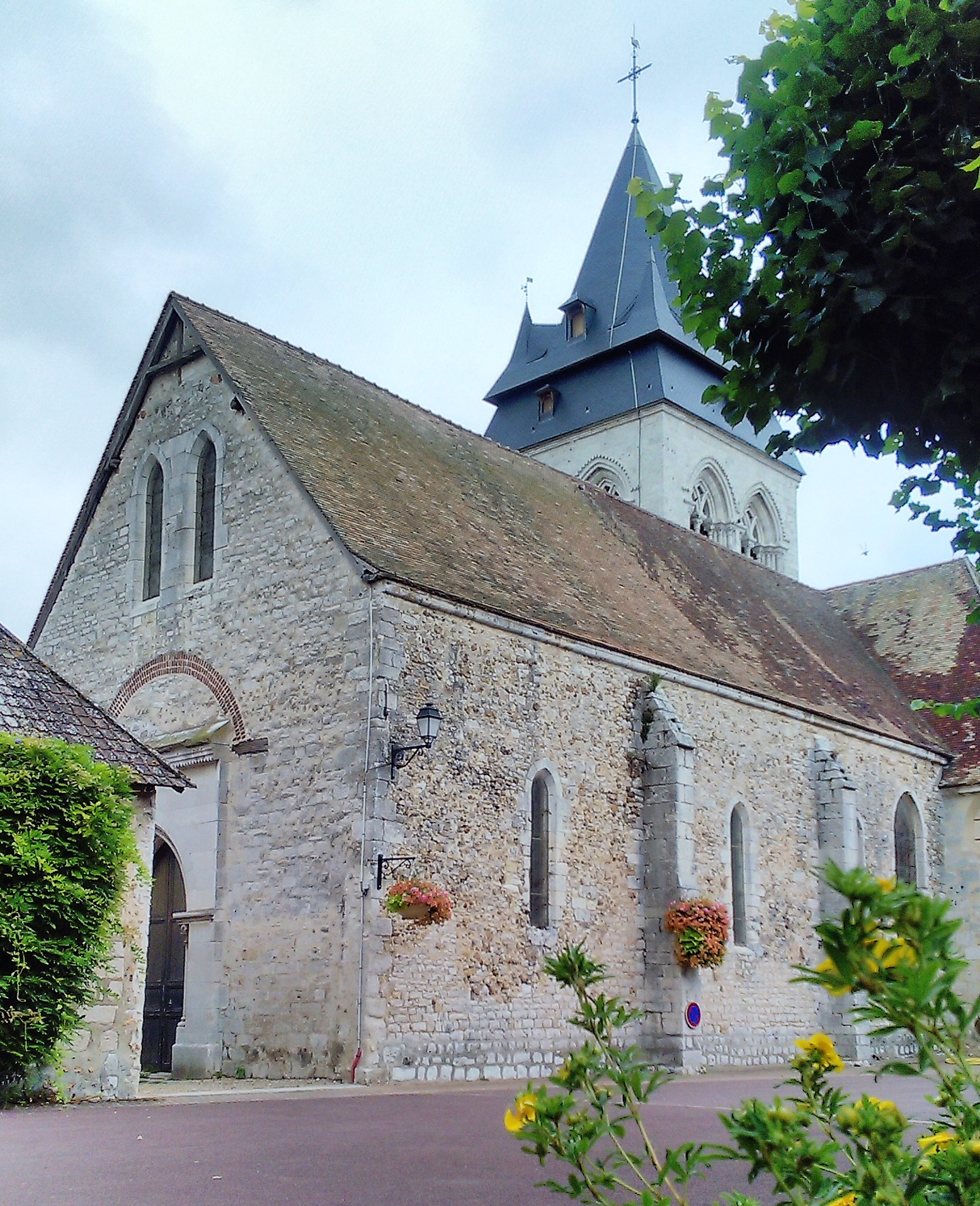
L'église Saint-Pierre restaurée en 2018.

### Lieux et  monuments

#### Oppidum du Goulet
L'oppidum est situé sur un promontoire, sur les hauteurs du hameau du Goulet, sa construction remonte à la période celtique et il fut réutilisé à l'époque gallo-romaine, peut-être jusqu'au 5e ou VIe siècle. Sa superficie est de 10 hectares. Une levée de terre en forme d'arc de cercle d'environ 140 m de circonférence, est constituée d'un talus et d'un fossé à fond plat de 23 m de large et de 4 m de profondeur. Le rempart surplombe le fossé de plus de 12 mètres de haut. Deux ouvertures donnent accès à l'oppidum : une porte à ailes rentrantes à l'ouest et une brèche au sud-est.

#### Église Saint-Pierre
L'église Saint-Pierre, des XIIe et XIIIe siècles puis XVe siècle, XVIIe et XIXe siècles,  Classée MH (1909, Clocher : classement par arrêté du 9 septembre 1909).
Elle est constituée d'une nef et d'un chœur rectangulaire. La nef est éclairée par des lancettes et une fenêtre à meneaux.
Elle renferme des vitraux du XVIe siècle : une Vierge à l'Enfant, saint Nicolas, l'Annonciation, ainsi qu'une tapisserie du XIXe siècle.
Le maître verrier messin Philippe Tisserand réalise cinq vitraux pour l'église et les pose en 1991. Le clocher et, notamment, sa flèche qui a été déposée à cette occasion, ont été restaurés au cours d'un chantier qui s'est étalé d'avril 2018 à avril 2019.

#### Autres monuments
- Ferme des XVIIe et XVIIIe siècles[21].
- Lavoir.

### Patrimoine naturel

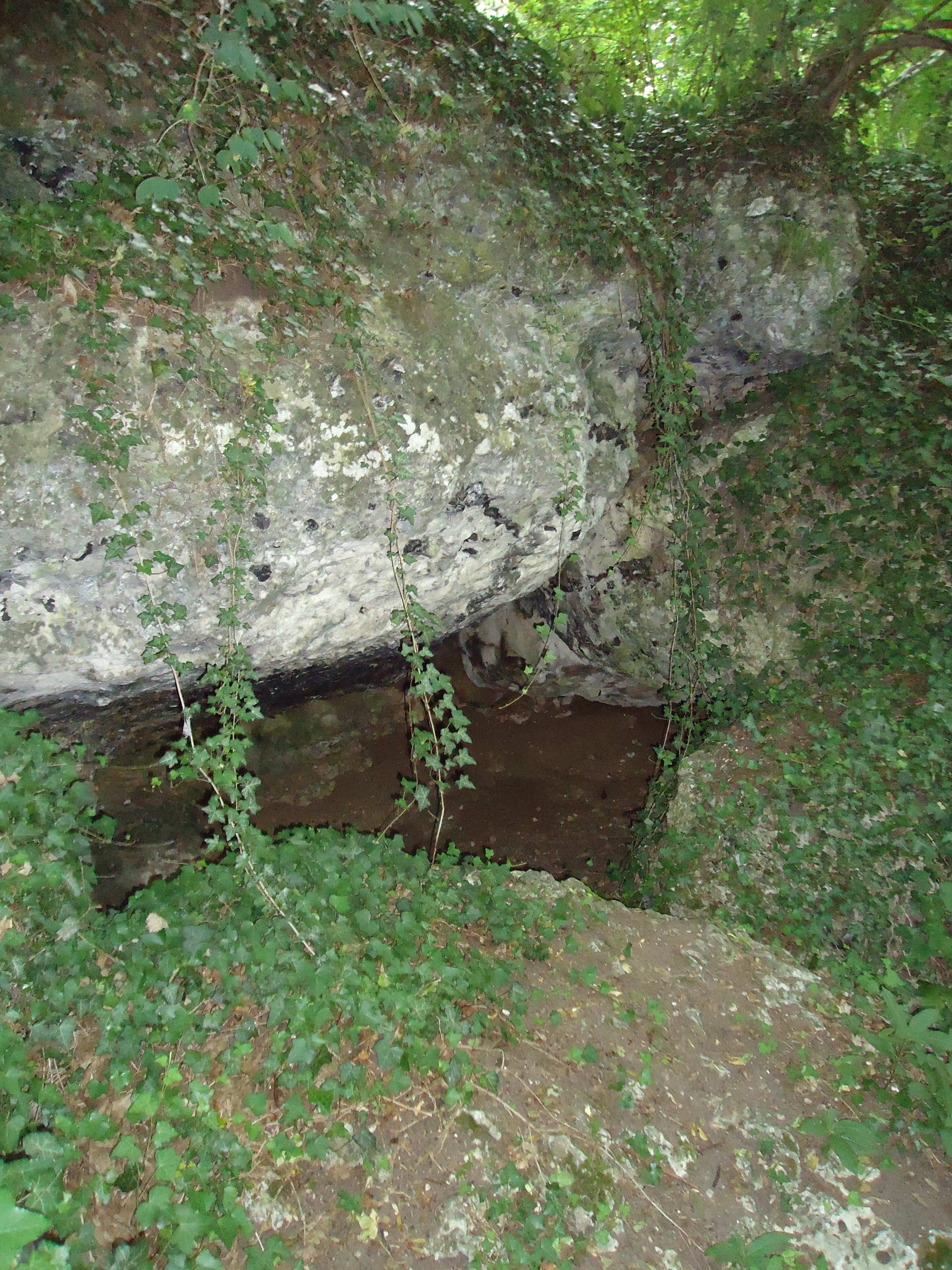
L'abri du Mammouth.

#### Sites classés
- Les abris sous roche de Mestreville  Site classé (1928)[22],[23],[24],[25],[26].

Figure, parmi ces abris, l'abri du Mammouth (cadastre parcelle no 194), datant du Néolithique, dont l'inventeur est Alphonse-Georges Poulain.

### Personnalités liées à la commune
- Alphonse-Georges Poulain (1875-1966), archéologue, peintre, sculpteur et écrivain, décédé à Saint-Pierre d'Autils où il avait fixé sa résidence, inventeur notamment de l'abri du Mammouth ci-avant.
- Louis-Émile Décorchemont (1851-1921), sculpteur, né à Saint-Pierre-d'Autils ; a collaboré à la construction de l'hôtel de ville de Vernon et est l'auteur de la sculpture des Mobiles de l'Ardèche de la même ville. Par ailleurs co-auteur de la fontaine monumentale d'Évreux.

### Héraldique
| Armes de Saint-Pierre-d'Autils | Ces armes peuvent se blasonner ainsi aujourd’hui : D'azur, aux deux clefs d'argent passées en sautoir, cantonnées de deux fleurs de lys, une en chef et une en pointe, et de deux grappes de raisin du même aux flancs, le tout d'or. |